# Маріїнське сільське поселення
Марії́нське сільське поселення (рос. Мариинское сельское поселение) — сільське поселення у складі Ульчського району Хабаровського краю Росії.
Адміністративний центр — село Маріїнське.

## Населення
Населення сільського поселення становить 883 особи (2019; 1264 у 2010, 1966 у 2002).

## Склад
До складу сільського поселення входять:
| Населений пункт          | Населення, осіб (2002) | Населення, осіб (2010) |
| ------------------------ | ---------------------- | ---------------------- |
| Маріїнське, село         | 1030                   | 656                    |
| Маріїнський Рейд, селище | 936                    | 608                    |